# ユークリッド距離
数学におけるユークリッド距離（ユークリッドきょり、英: Euclidean distance）またはユークリッド計量（ユークリッドけいりょう、英: Euclidean metric; ユークリッド距離関数）とは、人が定規で測るような二点間の「通常の」距離のことであり、ピタゴラスの公式によって与えられる。この公式を距離関数として用いればユークリッド空間は距離空間となる。ユークリッド距離に付随するノルムはユークリッドノルムと呼ばれる。古い書籍などはピタゴラス計量（英: Pythagorean metric）と呼んでいることがある。

## 定義
点 p と q の間のユークリッド距離とは、それらをつなぐ線分 pq の長さをいう。
直交座標系において、n次元ユークリッド空間内の2点 p = (p1, p2, …, pn), q = (q1, q2, …, qn) に対して、p から q への、あるいはq から p への距離（距離函数 d）は
で定義される。ユークリッド空間における点の位置は位置ベクトルで表されるから、先の p および q は、空間の原点を始点、終点がそれぞれの点である幾何ベクトルと見做すことができる。ベクトルのユークリッドノルム（英: Euclidean norm）、ユークリッド長さ（英: Euclidean length）あるいは大きさ（英: magnitude）
{\displaystyle \|{\boldsymbol {p}}\|={\sqrt {{p_{1}}^{2}+{p_{2}}^{2}+\cdots +{p_{n}}^{2}}}={\sqrt {{\boldsymbol {p}}\cdot {\boldsymbol {p}}{\vphantom {A}}}}}
とは、そのベクトルの長さを測るものである。ただし、最後の等式はドット積で表したもの。
ベクトルは、ユークリッド空間の原点（ベクトルの始点）から空間内のどこか一点（ベクトルの終点）を結ぶ有向線分として記述することもできる。有向線分の長さが実際にその始点から終点までの距離に等しいことに鑑みれば、ベクトルのユークリッドノルムがユークリッド距離の特別な場合（始点から終点までのユークリッド距離）にちょうど等しいことは明白となるだろう。
点 p, q の間の距離に、例えば p から q への向きを入れて考えるならば、それは新たにベクトル
{\displaystyle {\boldsymbol {q}}-{\boldsymbol {p}}=(q_{1}-p_{1},q_{2}-p_{2},\cdots ,q_{n}-p_{n})}
として表すことができる。三次元空間 (n = 3) においてこれを p から q へ向かう矢印として描くこともできるし、あるいは p に対する q の相対的な位置と見ることもできる。p および q が、ある同じ点の連続的な二つの時点におけるそれぞれの位置を表すものである場合は、変位ベクトル（英: displacement）とも呼ばれる。
p, q 間のユークリッド距離は、この距離ベクトル（あるいは変位ベクトル）のユークリッド長さ
に等しい（これは等式 1 と同値）。これを展開すると
{\displaystyle \|{\boldsymbol {q}}-{\boldsymbol {p}}\|={\sqrt {\|{\boldsymbol {p}}\|^{2}+\|{\boldsymbol {q}}\|^{2}-2{\boldsymbol {p}}\cdot {\boldsymbol {q}}}}}
と書くこともできる。

### 一次元
一次元の場合、実数直線における二点間の距離はそれら二点の数としての差の絶対値に等しい。つまり、実数直線上の二点 x, y の間の距離は
{\displaystyle {\sqrt {(x-y)^{2}}}=|x-y|}
で与えられる。
一次元においては、斉次かつ平行移動不変な距離函数（即ち、ノルムから導かれる距離）が（定数倍の違いを除いて）ただ一つ、ユークリッド距離のみが存在する。より高次元の場合には他のノルムが存在し得る。

### 二次元
ユークリッド平面においては、2点 p = (p1, p2), q = (q1, q2) の間の距離は
{\displaystyle \mathrm {d} ({\boldsymbol {p}},{\boldsymbol {q}})={\sqrt {(p_{1}-q_{1})^{2}+(p_{2}-q_{2})^{2}}}}
で与えられる。これはピタゴラスの定理と同値。
もう一つ、等式 2 から従うこととして、極座標が (r1, θ1) の点 p と、極座標が(r2, θ2) の点 q の間の距離は
{\displaystyle {\sqrt {{r_{1}}^{2}+{r_{2}}^{2}-2r_{1}r_{2}\cos(\theta _{1}-\theta _{2})}}}
となる。

### 三次元
三次元ユークリッド空間における距離は次の式で定義される：
{\displaystyle d(p,q)={\sqrt {(p_{1}-q_{1})^{2}+(p_{2}-q_{2})^{2}+(p_{3}-q_{3})^{2}}}.}

### N次元
一般の N次元ユークリッド空間における距離は次の式で定義される：
{\displaystyle d(p,q)={\sqrt {(p_{1}-q_{1})^{2}+(p_{2}-q_{2})^{2}+\cdots +(p_{i}-q_{i})^{2}+\cdots +(p_{n}-q_{n})^{2}}}.}

### 平方ユークリッド距離
より離れた対象ほどより大きな重みをもつようにするために、通常のユークリッド距離を平方することを考える。このことを式にすれば
{\displaystyle d^{2}(p,q)=(p_{1}-q_{1})^{2}+(p_{2}-q_{2})^{2}+\cdots +(p_{i}-q_{i})^{2}+\cdots +(p_{n}-q_{n})^{2}}
と書ける。
平方ユークリッド距離は三角不等式を満たさないため距離函数とはならないが、必要なのが距離を比較することだけというような最適化問題においては頻繁に使われる。
有理三角法に関する分野において二次距離（英: quadrance）と呼ばれることもある。

## 注
1. ↑  quadratic（二次の）+distance（距離）のかばん語